# Jocelyne George
Jocelyne George, née Jocelyne Tintori à Tunis le 30 décembre 1934 est une historienne française.

## Biographie

### Formation
Jocelyne George, élève de Georges Duby et de Maurice Agulhon à la faculté de lettres d'Aix-en Provence est agrégée d'histoire en 1973. Elle est Docteur d'État en histoire après avoir soutenue, en 1967 à Paris 1, une thèse dirigée par Maurice Agulhon, consacrée aux "Maires dans le département du Var de 1800 à 1940".
Ce champ de recherche l'a conduit à publier, en 1989, une Histoire des Maires  de 1789 à 1939, premier ouvrage retraçant l’histoire des maires et de l'institution municipale en France. Elle publie divers articles sur des thèmes proches : le parti communiste français et les municipalités ou encore Le rôle des maires durant la Guerre de 1914-1918.

### Carrière professionnelle
En 1994  elle élargit son champ en publiant, en collaboration avec Jean-Yves Mollier, La plus longue des Républiques. Dominique kalifa, dans le Journal Libération souligne " Le mérite d'un tel ouvrage réside dans la recension et la mise en perspective des acquis récents de la recherche. Outre le souci d'éviter tout parisianisme au profit d'une «symphonie des provinces» capable d'ancrer le pays à ses «quatre coins», on retiendra l'intérêt porté aux marges et aux zones d'ombre de l'intégration républicaine, ainsi que l'attention croissante envers les phénomènes culturels"
Dans son ouvrage Paris-Province, de 1998, elle décrit la tension entre  Paris et la province. Il ne s'agit pas seulement d'un rapport de domination. La province est aussi un lieu d'expériences et de résistance.
Après sa retraite de professeur, Jocelyne George publie des articles et ouvrages sur deux thèmes complémentaires : celui de l'histoire des femmes et celui du rôle des femmes dans le syndicalisme.
En 2004 elle publie, avec Marianne Caron-Leuliez, Une révolution oubliée : l’accouchement sans douleur. Pour les auteurs  « l’accouchement sans douleur  fut un élément majeur de la révolution culturelle qui, à partir des années 1950, transforma la vision que les femmes avaient d’elles mêmes, comme le regard de la société sur elles. ». Yvonne Knibiehler précise  "Le livre analyse l’importation, le succès et la diffusion en France de ce qu’on a appelé « l’accouchement sans douleur ». Le titre du premier chapitre, « La Révélation » en souligne le caractère sensationnel. Ceux qui prennent cette initiative, en 1952, croient et veulent mettre un terme à des siècles de passivité, au cours desquels les parturientes ont vécu cette épreuve dans la peur et la souffrance".
Jocelyne Geroge aborde le syndicalisme des femmes (les féministes de la CGT) à travers l'histoire du magazine Antoinette publié de 1956 à 1969 et par divers autres articles.

## Publications
Histoire des maires 1789-1939, Paris, 1989, Plon, 284 p.
La République, Paris, 1992, La Farandole, 124 p.
La plus longue des Républiques (avec Jean-Yves Mollier), 1994, Paris, Fayard, 872 p.
Paris Province : De la Révolution à la mondialisation, 1998, Paris, Fayard, 285 p.
L’accouchement sans douleur. Histoire d’une révolution oubliée, (avec Marianne Caron-Leulliez) Paris, Les Editions de l’Atelier, 2004, 254 p.
Les Féministes de la CGT. Histoire du magazine Antoinette (1955-1989), Paris, 2011, éd. Delga, 236 p.
La Commune en héritage. Les communistes du XVIIIe arr. de Paris, 2018, Paris, Les éditions Arcan, 271 p.